# Podprawianie
Podprawianie – technika zagęszczania sosów i zup, polegająca na dodawaniu zawiesiny z mąki i wody albo zasmażki, śmietany, kefiru, mleka, żółtek jaj, wywaru z mięsa, warzyw lub grzybów.